# All World 2
Albums de LL Cool J
The Return of the GOAT
(2008) Authentic
(2013)
All World 2 est une compilation de LL Cool J, sortie le 8 décembre 2009.

## Liste des titres
| No  | Titre                                                                      | Durée |
| --- | -------------------------------------------------------------------------- | ----- |
| 1.  | Rock the Bells                                                             | 4:02  |
| 2.  | Dear Yvette                                                                | 4:08  |
| 3.  | I'm That Type of Guy                                                       | 5:17  |
| 4.  | Big Ole Butt                                                               | 4:36  |
| 5.  | Pink Cookies in a Plastic Bag Getting Crushed by Buildings                 | 4:17  |
| 6.  | Around the Way Girl                                                        | 4:05  |
| 7.  | Jack the Ripper                                                            | 4:48  |
| 8.  | To da Break of Dawn                                                        | 4:32  |
| 9.  | I Shot Ya (Remix) (featuring Keith Murray, Fat Joe, Prodigy et Foxy Brown) | 5:04  |
| 10. | Ill Bomb (featuring Big Kap et Funkmaster Flex)                            | 4:01  |
| 11. | Phenomenon                                                                 | 4:05  |
| 12. | 4, 3, 2, 1 (Video Version) (featuring Method Man & Redman et DMX)          | 3:37  |
| 13. | Luv U Better                                                               | 4:40  |
| 14. | Paradise                                                                   | 4:35  |
| 15. | Headsprung                                                                 | 4:27  |
| 16. | Hush                                                                       | 3:35  |
| 17. | Baby                                                                       | 4:03  |